# Sisco-Lamproit
Der Sisco-Lamproit ist ein Lagergang lamproitischer Zusammensetzung, der im Mittleren Miozän in die metamorphen Schistes Lustrés im Norden Korsikas intrudierte. Er gehört zur Korsischen Magmenprovinz und eröffnet im westlichen Mittelmeerraum den ultrapotassischen Magmatismus.

## Erstbeschreibung
Der Sisco-Lamproit wurde erstmals im Jahr 1967 von D. Velde wissenschaftlich beschrieben.

## Vorkommen

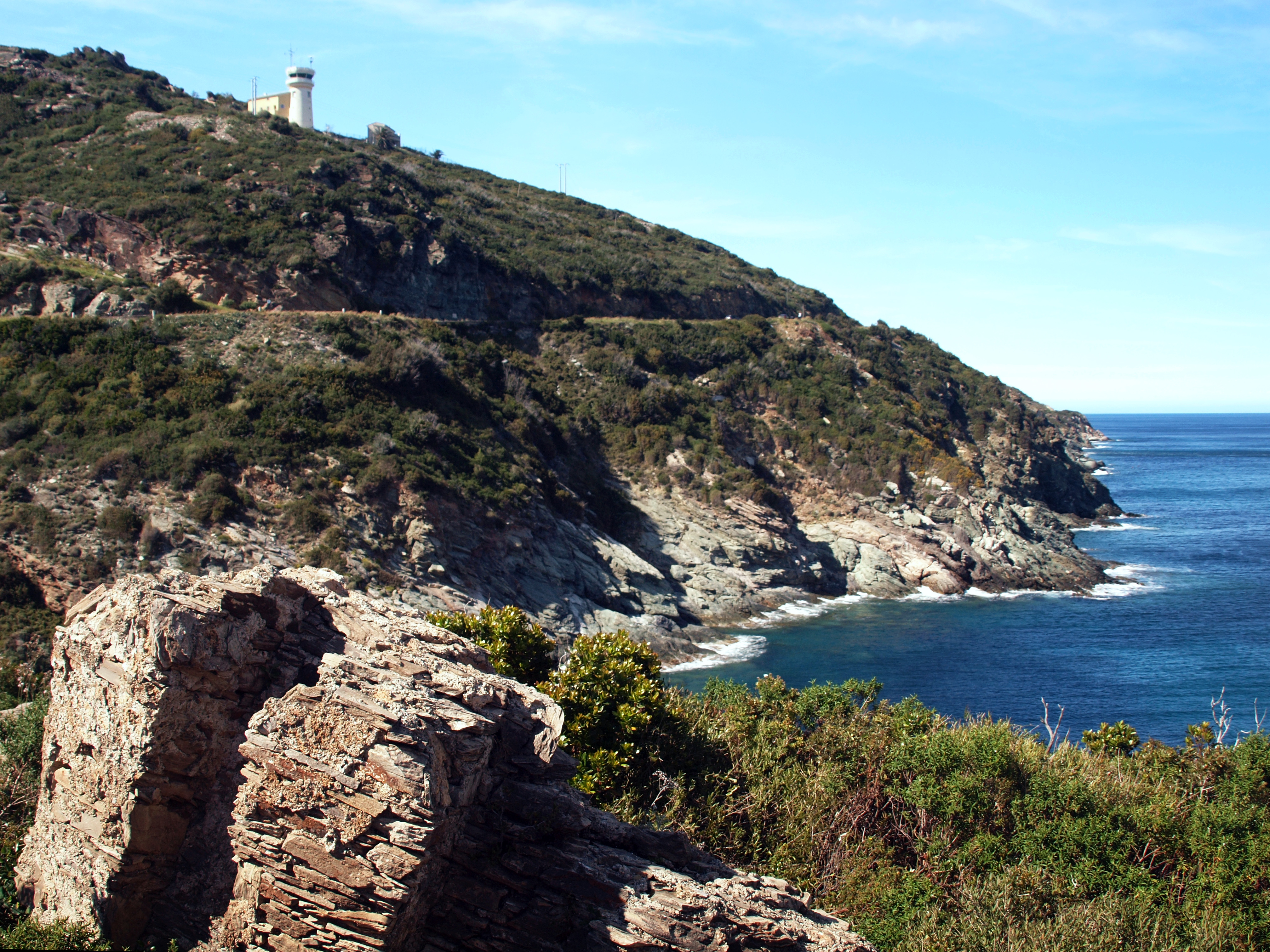
Blick vom Tour de Sacro über die Wirtsgesteine des Sisco-Lamproits zum Leuchtturm von Sisco

Der Sisco-Lamproit ist nach der korsischen Gemeinde Sisco benannt, in deren Gebiet er ansteht. Der beste Aufschluss befindet sich 15 Kilometer nördlich von Bastia entlang der Bergseite der D 80 (frühere N 198) zwischen Kilometer 160 und 160,1 in unmittelbarer Nähe des Tour de Sacro. Der Lamproit ist hier mehr oder weniger parallel zur flach liegenden Schieferung in Glaukophan-führende Schiefer und  Prasinite der Castagniccia-Serie der Schistes Lustrés eingedrungen. Der Lagergang setzt sich noch rund 1500 Meter in Nordwestrichtung weiter ins Inland fort.

## Mineralogie
Als Phänokristalle fungieren:
- Olivin
- Phlogopit
- Sanidin
- Richterit
- Klinopyroxen

Untergeordnet finden sich  Apatit, Spinell (Cr), Ilmenit, Pseudobrookit und Priderit. Ganz selten tritt auch Roedderit auf.
Der Olivin ist meist zu Montmorillonit verwittert. Der Sanidin ist sehr arm an Natrium. Der Richterit ist sehr reich an Kalium.

## Chemische Zusammensetzung

### Haupt- und Spurenelemente
Wie folgt die chemische Zusammensetzung der Haupt- und ausgewählter Spurenelemente des Sisco-Lamproits:
| Oxid Gew. % | Sisco-Lamproit 07 | Sisco-Lamproit 04 | CIPW-Norm | Sisco-Lamproit 07 | Sisco-Lamproit 04 | Spurenelemente ppm | Sisco-Lamproit 07 | Sisco-Lamproit 04 |
| ----------- | ----------------- | ----------------- | --------- | ----------------- | ----------------- | ------------------ | ----------------- | ----------------- |
| SiO2        | 58,30             | 58,50             | Q         |                   | 4,51              | Cr                 | 411               | 340               |
| TiO2        | 2,31              | 2,27              | Or        |                   | 59,11             | Ni                 | 272               | 230               |
| Al2O3       | 10,80             | 10,80             | Ab        |                   | 10,84             | Zn                 |                   | 100               |
| Fe2O3       | 1,74              | 0,81              | An        |                   | 0,00              | Rb                 | 317               | 318               |
| FeO         | 3,26              | 2,42              | Ns        |                   | 1,49              | Sr                 | 681               | 640               |
| MnO         | 0,07              | 0,06              | Ks        |                   | 1,17              | Zr                 | 996               | 1040              |
| MgO         | 7,05              | 6,63              | Ac        |                   | 1,97              | Ba                 | 925               | 1460              |
| CaO         | 2,93              | 3,12              | Di        |                   | 8,76              | Ce                 | 302               | 367               |
| Na2O        | 1,01              | 1,02              | Hy        |                   | 14,89             | Nd                 | 125               | 146               |
| K2O         | 10,40             | 10,73             | Mt        |                   | 0,00              | Sm                 | 16,3              | 19,1              |
| P2O5        | 0,76              | 0,67              | Il        |                   | 4,32              | Hf                 | 26,6              | 32,1              |
| LOI         | 2,14              | 2,09              | Ap        |                   | 1,59              | Th                 | 36 ,8             | 37,9              |
| Mg#         | 0,76              | 0,82              |           |                   |                   |                    |                   |                   |
| Al/(Na + K) | 0,84              | 0,82              |           |                   |                   |                    |                   |                   |
| A'/F        |                   | - 0,37            |           |                   |                   |                    |                   |                   |

Mit 56 bis 61 Gewichtsprozent SiO2 ist der Sisco-Lamproit ein Intermediäres Gestein. Unter sämtlichen zentralmediterranen Lamproiten besitzt er mit 10,2 bis 11,0 Gewichtsprozent den höchsten K2O- (und ist somit ultrapotassisch), aber gleichzeitig mit 10,5 bis 10,9 Gewichtsprozent auch den niedrigsten Al2O3-Gehalt. Der Gehalt an MgO ist hoch (6,4 bis 7,1 Gewichtsprozent).
Der Sisco-Lamproit ist ein Quarz-normatives Gestein, d. h. an Silicium übersättigt. Die Normminerale Akmit (Ac), Kaliummetasilikat (Ks) und Natriummetasilikat (Ns) sowie Al/(Na+K)<1 unterstreichen seinen peralkalischen Charakter.
Wie alle ultrapotassischen Gesteine des westlichen Mittelmeerraums zeigt auch der Sisco-Lamproit eine starke Anreicherung inkompatibler Spurenelemente, unterscheidet sich aber durch seine extrem erhöhten Gehalte an Lanthan, Hafnium und Zirkonium. Die Elemente Cäsium, Blei und Uran sind hingegen nur sehr wenig angereichert. Bei den Seltenen Erden besitzt er eine negative Europium-Anomalie.
Das Ganggestein enthält zwischen und 15 und 16 Gramm/Tonne Antimon(III)-sulfid und dürfte daher mit den Antimongängen vom Cap Corse im Zusammenhang stehen. Sehr ähnliche Gänge mit der Mineralvergesellschaftung Stibin-Pyrit-Markasit mit gelegentlichem Zinnober und Baryt finden sich auch in der Toskana, sind aber dort wesentlich jünger (Pliozän).

### Isotopenverhältnisse
Folgende Initialverhältnisse wurden für die Radioisotopen von Sr, Nd und Pb ermittelt:
| Isotopen    | Verhältniswert | Verhältniswert |
| ----------- | -------------- | -------------- |
| 87Sr/86Sr   | 0,712298       | 0,712270       |
| 143Nd/144Nd | 0,512162       | 0,512149       |
| 206Pb/204Pb |                | 18,786         |
| 207Pb/204Pb |                | 15,692         |
| 208Pb/204Pb |                | 39,181         |

## Petrologie

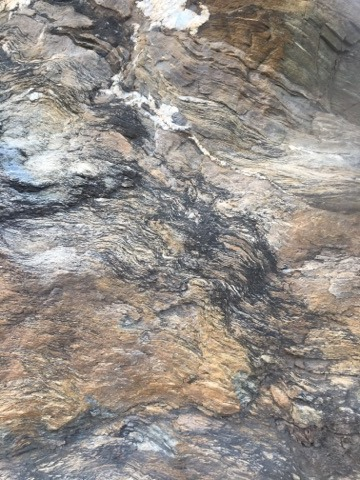
Der dunkle Sisco-Lamproit intrudiert fiederartig in seine metamorphen Wirtsgesteine der Castagnicchia-Serie

Der 1 bis 2 Meter mächtig werdende, dunkle Lagergang wurde ursprünglich von D. Velde noch als eine Minette (d. h. Lamprophyr) angesprochen. Neuere Untersuchungen klassifizieren ihn mittlerweile eindeutig als Lamproit. Am Kontakt zum Nebengestein zeigt der Gang Abschreckungserscheinungen. Er folgt meist der flachliegenden Schieferung, kann aber entlang von N 070 bis N 080 streichenden konjugierten Dehnungsbrüchen in den Schistes Lustrés das Niveau wechseln.
Petrologisch gehört der Sisco-Lamproit zu den ultrapotassischen Gesteinen und zeichnet sich durch die Abwesenheit von Leucit und Plagioklas aus. Er ist überdies peralkalisch. Im TAS-Diagramm fällt er ins Trachyt-Feld. Seine Struktur ist intersertal.
Im Isotopendiagramm 87Sr/86Sr gegenüber 206Pb/204Pb nimmt der Sisco-Lamproit eine Mittlerstellung zwischen der Toskanischen Magmenprovinz einerseits und der Römischen Magmenprovinz andererseits ein. Hierbei fällt er halbwegs zwischen die sehr Sr-reiche Oberkrustenkomponente und die angereicherte Mantelkomponente EM 2. Die Toskanische Magmenprovinz liegt näher an der Krustenkomponente, die Römische Magmenprovinz aber näher bzw. direkt an EM 2. Dass der Lamproit aber nicht direkt dem Haupttrend des italienischen Festlandes folgt, ist sehr schön im Diagramm 143Nd/144Nd gegenüber 206Pb/204Pb zu erkennen, wo er sich mit einem niedrigeren Bleiverhältnis gegenüber dem Haupttrend absetzt.

## Datierung
Der Sisco-Lamproit wurde 1978 von Civetta und Kollegen mittels der Kalium-Argon-Methode auf 14,58 ± 0,2 Millionen Jahre BP, d. h. ins Langhium datiert.